# تحالف الجبهة الوطنية
تحالف الجبهة الوطنية هو تحالف من الأحزاب السياسية التي تنافست في الانتخابات البرلمانية المصرية لعام 2015 في محافظة الدقهلية.

## الأطراف
- الحزب المصري الديمقراطي
- الحزب الناصري
- حزب مستقبل مصر
- حزب الكرامة[3]
- حزب التجمع
- حزب المؤتمر[3]